# 紀元前710年
紀元前710年（きげんぜん710ねん）は、西暦（ローマ暦）による年。紀元前1世紀の共和政ローマ末期以降の古代ローマにおいては、ローマ建国紀元44年として知られていた。紀年法として西暦（キリスト紀元）がヨーロッパで広く普及した中世時代初期以降、この年は紀元前710年と表記されるのが一般的となった。

## 他の紀年法
- 干支 : 辛未
- 中国
  - 周 - 桓王10年
  - 魯 - 桓公2年
  - 斉 - 釐公21年
  - 晋 - 哀侯8年
  - 秦 - 寧公6年
  - 楚 - 武王31年
  - 宋 - 荘公元年
  - 衛 - 宣公9年
  - 陳 - 桓公35年
  - 蔡 - 桓侯5年
  - 曹 - 桓公47年
  - 鄭 - 荘公34年
  - 燕 - 宣侯元年
- 朝鮮
  - 檀紀1624年
- ユダヤ暦 : 3051年 - 3052年

## できごと

### 中国
- 宋の華父督が孔父嘉を殺害してその妻を奪った。殤公の怒りを買ったため、殤公を殺害して公子馮を鄭から迎え、国君に立てた。
- 蔡の桓侯と鄭の荘公が鄧で会合した。
- 魯が杞を攻撃した。
- 魯の桓公が戎と唐で盟を交わした。
- 曲沃の武侯が翼を攻撃した。

## 死去
- 宋の殤公